# Neuilly-Crimolois
Neuilly-Crimolois – gmina we Francji, w regionie Burgundia-Franche-Comté, w departamencie Côte-d’Or. W 2013 roku liczba ludności wynosiła 2622 mieszkańców. 
Gmina została utworzona 28 lutego 2019 roku z połączenia dwóch ówczesnych gmin: Crimolois oraz Neuilly-lès-Dijon. Siedzibą gminy została miejscowość Neuilly-lès-Dijon. 